# مهاجمة حانة مانغلور 2009
مهاجمة حانة مانغلور 2009 في 24 يناير عام 2009، هاجمت جماعة سراى رام سينا مجموعة من الفتيات والرجال في حانة بمانغلور بالهند، حيث قامت مجموعة من جماعة سراى رام سينا تتكون من 40 ناشطًا باقتحام حانة «استراحة - أمنيسيا» وقاموا بضرب مجوعة من الفتيات والرجال، بدعوى انتهاك القيم التقليدية الهندية. تم نقل اثنين من السيدات إلى المستشفى. وأصبح فيديو الحادثة من أكثر المقاطع مشاهدة على يوتيوب، غير معروف كيف تم تصوير الهجوم بالرغم من أن الهجوم لم يعلن عنه،
طبقاً لبيانات موظفين في حانة «أمنيسيا» في فندق «وودسايد» في منطقة بالماطا في مدينة مانغلور، ذهب رجلان إلى مكتب الاستقبال بالفندق قبل ساعة من وقوع الهجوم الفعلى في تمام الساعة 4:30 مساءً يوم السبت، حيث ادعيا أن لهما الحق في فحص المبانى. ذكر مسؤولون في الشرطة المحلية أن موظفي الفندق لم يشيروا لوجود أي محاولة ابتزاز حتى في أوقات سابقة.
أيضاً تشك الشرطة في أن الأجندة الحقيقية الخفية قد تكون ابتزاز أموال أن ادعاء انتهاك التقاليد للتغطية على السبب الرئيسي.
صرح مؤسس الجماعة المُهاجمة برامود موثاليك قائلًا: «أيا كان من فعل هذا، فقد قام بعمل جيد. فمن غير المقبول ذهاب الفتيات إلى الحانة.».